# 平忠常の乱
平忠常の乱（たいらのただつねのらん）は、平安時代に房総三カ国（上総国、下総国、安房国）で1028年に起きた反乱。平安時代の関東地方では平将門の乱以来の大規模な反乱であった。
平将門の叔父平良文の子孫に当たる平忠常が乱を起こし、朝廷は討伐軍を派遣するが3年にわたって鎮圧できなかった。有力武士の源頼信が起用されるに及び忠常は降伏した。この乱により房総三カ国は大いに荒廃した。長元の乱ともいう。

## 経緯

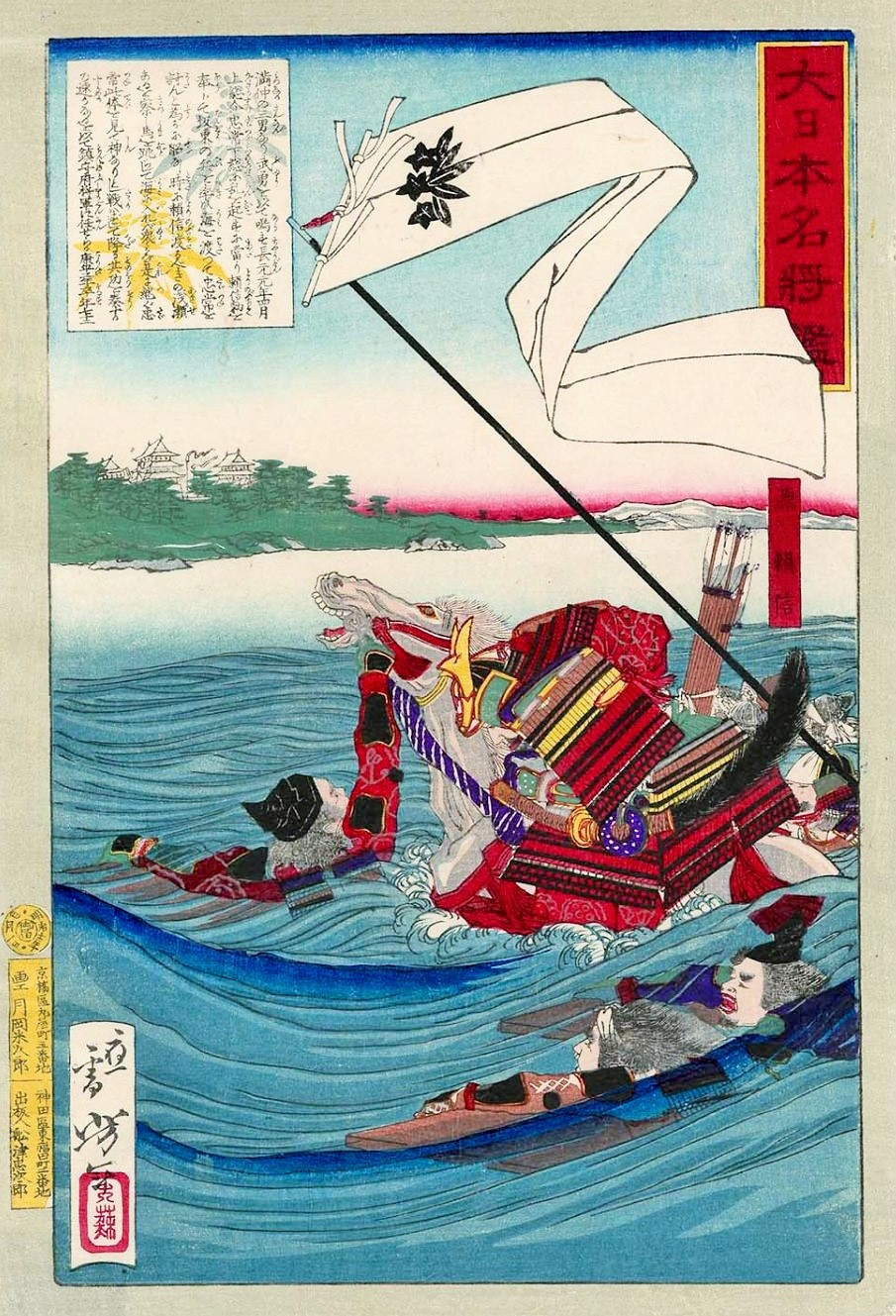
平忠常の乱の討伐に向かう源頼信

平良文は下総国相馬郡を本拠に村岡五郎と称し、子の忠頼、孫の忠常の三代に亘り関東で勢力を伸ばした。忠常は上総国、下総国、常陸国に父祖以来の広大な所領を有し、傍若無人に振る舞い、国司の命に服さず納税の義務も果たさなかった。
長元元年（1028年）6月、忠常は安房守平維忠（仁明平氏？）を焼き殺す事件を起こした。原因は不明だが、受領と在地領主である忠常との対立が高じたものらしい。続いて忠常は上総国の国衙を占領してしまう。上総介縣犬養為政の妻子が京へ逃れ、これを見た上総国の国人たちは忠常に加担して反乱は房総三カ国（上総国、下総国、安房国）に広まった。当時、在地豪族（地方軍事貴族）はたびたび国衙に反抗的な行動をとっていたが、中央の有力貴族との私的な関係を通じて不問になることが多く、実際に追討宣旨が下されることは稀だった。
事件の報は朝廷に伝えられ追討使として源頼信・平正輔・平直方・中原成通が候補にあがった。右大臣・藤原実資は陣定において、頼信を推薦した。頼信は常陸介在任中に忠常を臣従させており、事態の穏便な解決のためには最適と考えられた。他の公卿も同調するが、後一条天皇の裁可により検非違使右衛門少尉・平直方と検非違使左衛門少志・中原成通が追討使に任じられた。直方を追討使に抜擢したのは、関白・藤原頼通だった。直方は貞盛流の嫡流ともいえる立場であり、同じ貞盛流の常陸平氏と連携していた。常陸平氏は、武蔵・下総を勢力基盤とする良文流平氏とは長年の敵対関係にあった。直方は頼通の家人であり、頼通に働きかけることで追討使に任命されたと推測される。直方は国家の公認のもとに、平忠常ら良文流平氏を排除する立場を得ることに成功した。8月、京に潜入した忠常の郎党が捕らえられている。郎党は内大臣藤原教通（忠常の「私君」にあたる人物）宛ての書状を持っており、追討令の不当を訴える内容だった。平直方と中原成道は吉日を選び任命から40余日も後の8月5日亥の刻（午後10時）に兵200を率いて京を出立した。夜中にもかかわらず、見物人が集まり見送ったという。翌年2月には、直方の父・維時が上総介に任命され追討も本格化する。また、この頃源頼信が甲斐守に任じられている。国家から謀叛人扱いされた忠常は、徹底抗戦を余儀なくされる。
追討使の中原成道は消極的で、関東へ向かう途上、母親の病を理由に美濃国で滞陣している。合戦の詳細は不明だが消極派の成道と積極派の直方は仲たがいしたため討伐軍は苦戦し、乱は一向に鎮圧できなかった。長元2年（1029年）2月、朝廷は東海道、東山道、北陸道の諸国へ忠常追討の官符を下して討伐軍を補強させるが鎮定はすすまなかった。同年12月には都への報告を怠ったという理由で成道は解任されてしまう。
長元3年（1030年）3月、忠常は安房国の国衙を襲撃して、安房守藤原光業を放逐した。朝廷は後任の安房守に平正輔を任じるが、平正輔は伊勢国で同族の平致経と抗争を繰り返している最中で任国へ向かうどころではなかった。忠常は上総国夷隅郡伊志みの要害に立て篭って抵抗を続けた。乱は長期戦となり、戦場となった上総国、下総国、安房国の疲弊ははなはだしく、下総守藤原為頼は飢餓にせまられ、その妻子は憂死したと伝えられる。
同年7月、業を煮やした朝廷は平直方を召還し、9月に代わって甲斐守源頼信を追討使に任じて忠常討伐を命じた。頼信は直ぐには出立せず、準備を整えた上で忠常の子の一法師をともなって甲斐国へ下向した。長期に及ぶ戦いで忠常の軍は疲弊しており、下野国の藤原兼光を通して降伏の意向を伝えてきていた。頼信が上総国へ出立しようとした長元4年（1031年）春に忠常は出家して子と従者をしたがえて頼信に降伏した。頼信は忠常を連れて帰還の途につくが、同年6月、美濃国野上で忠常は病死した。頼信は忠常の首をはねて帰京した。忠常の首はいったん梟首とされたが、降人の首をさらすべきではないとして従者へ返され、また忠常の子の常将と常近も罪を許された。
朝廷は頼信の功労を高く評価して希望する国の受領に任じる方針を決め、頼信は当初は都に近い丹波守を希望したが、後に東国との交通が良い美濃守への変更を希望し、突然の変更に朝廷内でも物議を醸したが、最終的には長元5年（1032年）の除目により頼信は希望した美濃守に任じられた。
平直方の征伐にも屈しなかった忠常が、頼信の出陣によりあっけなく降伏したのは、忠常が頼信の家人であった（『今昔物語集』）ためであるともいわれている。
この乱の主戦場になった房総三カ国（下総国、上総国、安房国）は大きな被害を受け、上総介藤原辰重の報告によると本来、上総国の作田は2万2千町あったが、僅かに18町に減ってしまったという。だが、同時にその原因は追討使であった平直方や諸国兵士、すなわち朝廷軍による収奪であったと明言している（『左経記』長元7年10月24日条）。
この乱を平定することにより坂東平氏の多くが頼信の配下に入り、河内源氏が東国で勢力を広げる契機となった。

## 考察
平忠常の乱は、平繁盛やその子孫（常陸平氏）と忠常の一族（平良文流平氏）の競合を背景に、常陸平氏と連携する都の平貞盛流による追討を借りた良文流に対する私戦であったとする説がある。

## 備考
- 峰岸純夫は長元3年の大飢饉によって、反乱軍が戦闘能力を失い、降伏したことから[9]、「反乱軍は飢餓による自滅」としている[10]。